# Ophion pulcher
Ophion pulcher är en stekelart som beskrevs av Szepligeti 1906. Ophion pulcher ingår i släktet Ophion och familjen brokparasitsteklar. Inga underarter finns listade i Catalogue of Life.